# Ломкин, Яков Сергеевич
Яков Сергеевич Ломкин (род. 30 мая 1978, Хабаровск, СССР) — российский актёр театра и кино, театральный режиссёр и педагог. Главный режиссёр Государственного русского драматического театра Удмуртии с 2017 года.

## Биография
В 1999 году окончил ГИТИС (мастерская Владимира Наумовича Левертова,   Бориса Морозова), после чего был принят в труппу театра «Сатирикон».
Также участвует в постановках «Независимый театральный проект», театральной кампании «Свободная сцена», театра «Smile :)» и др.
На фестивале «Амурская осень» 2011 в Благовещенске за спектакль «Всё о мужчинах» Яков Ломкин был назван лучшим театральным режиссёром.
С 2013 года — преподаватель кафедры актёрского мастерства «Театральной школы Константина Райкина».
Весной 2015 года на 13-м Международном молодёжном театральном фестивале «Левый берег» спектакль «Дримз of love» выиграл в номинации «Лучшее пластическое решение спектакля».
С 18 августа 2017 года — главный режиссёр Государственного русского драматического театра Удмуртии.

## Творчество

### Театральные постановки
- 27 марта 2009 (режиссёрский дебют) «Две стрелы» (А. Володин), «Театр Юных Москвичей» ТЮМ — ТЮМ
- 15 мая 2010 года «Оглянись во гневе» (Джон Осборн) — Театр «Сатирикон» имени Аркадия Райкина[1]
- 24 сентября 2010 года «Другие» по пьесе «За закрытыми дверями…» (Жан-Поль Сартр) — Антреприза
- 02 декабря 2010 года «Белый кролик» (Мэри Чейз) — «Смайл Театр»
- 11 апреля 2011 года «Всё о мужчинах» (Миро Гавран) — Театральная компания «Свободная сцена»
- 01 октября 2012 года мюзикл «Сколько стоит любовь…»
- 08 ноября 2012 года «Средства от наследства» — Театр Сатиры
- 08 го апреля 2013 года «Отелло» (У.Шекспир)- Театральная компания «Свободная сцена»
- 04 октября 2014 года «Укрощение» (У. Шекспир) — Театр «Сатирикон» имени Аркадия Райкина[2]
- 09 апреля 2015 года «Дримз of love» («Страшные истории о любви.») (М.Павича)
- 16 октября 2015 года «Чеховские женщины» (по ранним рассказам А. П. Чехова) — Высшая Школа Сценических Искусств Константина Райкина (ВШСИ)
- 01 апреля 2016 «Басни. Крылов.» (И. А. Крылов) — детский театр «Премьерского лицея»
- 24го июня 2016 года «Чехов. Водевиль. Навсегда…» (А. П. Чехов) —  Государственный русский драматический театр Удмуртии, Ижевск
- 09 декабря 2016 года «Кроткая» — Культурный центр «Хитровка»
- 31 апреля 2017 года «Покровские ворота» (Л. Зорин)
- 09 июня 2017 года эскиза спектакля «Западня» (А. Королевский) — в рамках 30го фестиваля современной драматургии СТД совместно с Рязанским Театром Драмы.
- 16 декабря 2017 года «Дело Мадам Пельц» (по пьесе М.Булгакова «Зойкина квартира»)
- 19 января 2018 года «Эгоисты» (по пьесе ДЖ. Тобиаса «В поисках истинного Я…») — Рязанский Театр Драмы.
- 05 апреля 2018 года «Старший сын» (А. Вампилов)-  Челябинский государственный академический театр драмы имени Наума Орлова
- 20 июня 2018 года «Пьяные» (И. Вырыпаев) —  Государственный русский драматический театр Удмуртии, Ижевск
- 11,12,13 сентября показы эскизов спектаклей и режиссёрская читка по пьесам современных Драматургов. "С училища" А.Иванова. "Человек из Подольска" Д. Данилова и "Бессмертный полк" А.Бугрова,  Государственный русский драматический театр Удмуртии, Ижевск
- 05 октября 2018 года «12 стульев» (И.Ильф и Е Петров) - Государственный русский драматический театр Удмуртии, Ижевск
- 21 октября 2018 года «Все о пингвинах» (Ульрих Хуб "У Ковчега в 8 ")
- 02 февраля 2019 года «Зимняя сказка» (У. Шекспир) — учебный театр ВШСИ Константина Райкина (мастерская С. В. Шенталинского).
- 20 апреля 2019 года «Бешеные деньги» (А. Н. Островский) — Челябинский государственный академический театр драмы имени Наума Орлова
- 24 мая 2019 года «Человек из Подольска» (Д. Данилов)
- 27 октября 2019 года "Квадратура круга" (В. Катаев)
- 12 декабря 2019 года  "Двенадцатая ночь... или, что угодно…"(У. Шекспир) —  Государственный русский драматический театр Удмуртии, Ижевск
- 6 марта 2020 года "Теленок золотой" (Пьеса Андрея Иванова по роману "Золотой теленок" Ильи Ильфа и Евгения Петрова)— Норильский Заполярный театр драмы имени Вл. Маяковского, Норильск.
- 5 июля 2020 года онлайн спектакль "Выбрать троих." (Д. Данилов)
- 18 сентября 2020 года "Не все коту масленица" (А.Н.Островский)
- 17 декабря 2020 года новая версия «Всё о мужчинах» (Миро Гавран) — Театральная компания «Свободная сцена»
- 22 декабря 2020 года "Вальмон или Дон Жуан по-французски…" (по роману Шадерло де Лакло "Опасные связи")—  Государственный русский драматический театр Удмуртии, Ижевск.
- 1 февраля 2021 года "Мария Стюарт" (Фридрих Шиллер) —ВШСИ Константина Райкина.
- 9 апреля 2021 года "Тень" (Евгений Шварц) — Челябинский государственный академический театр драмы имени Наума Орлова
- 6-8 мая 2021 года "Когда нибудь мы вспомним это…" (по воспоминаниям великих советских Артистов о войне)—   Государственный русский драматический театр Удмуртии, Ижевск.
- 24 сентября 2021 года "Чудики" (Василий Шукшин, инсценировка Алексея Житковского) —   Государственный русский драматический театр Удмуртии, Ижевск.
- 1 октября 2021 опера "Дон Жуан"(музыка Вольфганг Амадей Моцарт, либретто Лоренцо да Понте)  на сцене ДКиС, Ставрополь.
- 8 февраля 2022 года "Утиная охота" (А.Вампилов) - ВШСИ Константина Райкина (дипломный спектакль 4-го заочного курса актёрского факультета, мастерская Я. С. Ломкина)
- 19 мая 2022 года "Дама Пик" (по произведениям А.С. Пушкина "Пиковая дама" и "сцены из Фауста") -  Государственный русский драматический театр Удмуртии (ГРДТ), Ижевск
- 28 октября 2022 года "Только для женщин..." (по пьесе Э. МакКартен и С. Синклер "LADIES’ NIGHT") -  Государственный русский драматический театр Удмуртии  (ГРДТ), Ижевск
- 17 мая 2023 года «Робин Гуд» (Дон Нигро) -   Государственный русский драматический театр Удмуртии(ГРДТ), Ижевск
- 11 июля 2023 года "Антигона" (Жан Ануй) - ВШСИ Константина Райкина (дипломный спектакль 3-го заочного курса актёрского факультета, мастерская С. В. Шенталинского)
- 21 декабря 2023 "Сказка о царе Салтане" (А.С.Пушкин) - Государственный русский драматический театр Удмуртии, Ижевск.
- 06 февраля 2024 "Божественная комедия" (И. Шток) - театральная компания "Маскарад", Москва
- 20,21 марта 2024 "Дубровский" (А. С. Пушкин, инсценировка А.Ермолова) Театр «Сатирикон» имени Аркадия Райкина

### Роли в театре

#### Сатирикон
- 1999 — «Лев зимой» Дж. Голдмен, режиссёр: И. Войтулевич — король Филипп
- 2001 — «Гедда Габлер» Г. Ибсен, режиссёр: Н. Чусова — Йорген Тесман
- 2001 — «Шантеклер» Э. Ростан, режиссёр: К. Райкин — Дятел
- 2002 - «Макбетт» У.Шекспир, режиссёр: Ю. Бутусов - Охотник за бабочками, Макол
- 2002 — «Сеньор Тодеро — хозяин» К. Гольдони, режиссёр: Р. Стуруа — Менеджетто
- 2003 — «Эстримадурские убийцы» Х. Мильян, режиссёр: И. Войтулевич — Энрикке
- 2004 — «Маскарад» М. Лермонтов, режиссёр: В. Авгеев — Князь Звездич
- 2004 — «Ричард III» У. Шекспир, режиссёр: Ю. Бутусов — Лорд Грей, принц Уэльский
- 2006 — «Король Лир» У. Шекспир, режиссёр: Ю. Бутусов — Освальд, дворецкий
- 2008 — «Синее чудовище» К. Гоцци, режиссёр: К. Райкин — Таэр
- 2012 — «Ромео и Джульетта» У. Шекспир, режиссёр: К. Райкин  -Меркуцио
- 2014 - "Кухня" А.Уэскер, режжиссёр К. Райкин - Димитрий
- 2022  -  "Гроза" А,Н. Островский, режиссёр К. Райкин -  Кулигин

#### Независимый театральный проект
- 2005 — «Жестокие танцы»[3] Танцевальный марафон по мотивам романа Хораса Маккоя «Загнанных лошадей пристреливают, не правда ли?» — Доктор

### Фильмография
| Год  |   | Название                                 | Роль                       |
| ---- | - | ---------------------------------------- | -------------------------- |
| 2003 | ф | Прощание в июне                          | Николай Колесов, студент   |
| 2005 | с | Адъютанты любви                          | Жером                      |
| 2007 | ф | Синьор Тодеро — хозяин (фильм-спектакль) | Менегетто, кузен Фортунаты |
| 2008 | с | Глухарь (37-я серия: Искупление)         | Андрей                     |